# Celfa Argumedo
Celfa Argumedo de Pedroza (f. 14 de abril de 2005) fue una abogada y política argentina del Partido Peronista Femenino. Fue elegida a la Cámara de Diputados de la Nación Argentina en 1951, integrando el primer grupo de mujeres legisladoras en Argentina con la aplicación de la Ley 13.010 de sufragio femenino. Representó al pueblo de la provincia de Mendoza entre 1952 y 1955.

## Biografía
Abogada de profesión, en 1949 fue designada delegada censista del Partido Peronista Femenino (PPF) en la provincia de Corrientes. Tuvo una relación distante con el gobernador correntino Juan Filomeno Velazco, ya que su esposa Guillermina Pascarella de Velazco ya era referente femenina del peronismo allí. Fue reemplazada al poco tiempo por Otilia Villa Maciel y luego enviada al Territorio Nacional del Chubut y a la provincia de Mendoza para otras tareas en el PPF.
En las elecciones legislativas de 1951 fue candidata del Partido Peronista en la 4.° circunscripción de la provincia de Mendoza, siendo una de las 26 mujeres elegidas a la Cámara de Diputados de la Nación Argentina. Asumió el 25 de abril de 1952. Se desempeñó como secretaria de la comisión de Instrucción Pública y completó su mandato en abril de 1955. Luego ejerció como profesora.
En 1983 recibió una medalla recordatoria por parte del Congreso de la Nación Argentina, junto con otras exlegisladoras.
Falleció el 14 de abril de 2005.